# موزي كتي العليا (دابوي الجنوبي)
موزي کتي العلیا (بالفارسية: موزی‌کتی علیا) هي قرية تقع في إيران في قسم دابوي الجنوبی الريفي. يقدر عدد سكانها بـ 149 نسمة .